# Pyrrhochalcia iphis
Pyrrhochalcia iphis är en fjärilsart som beskrevs av Dru Drury 1773. Pyrrhochalcia iphis ingår i släktet Pyrrhochalcia och familjen tjockhuvuden. Inga underarter finns listade i Catalogue of Life.